# StarCraft в Южной Корее
Южная Корея считается столицей киберспортивного мира. Киберспорт в этой стране стал развиваться намного раньше, чем в других странах и приобрел невиданный размах. Именно в этой стране появилась такая профессия как прогеймер — человек, профессионально играющий в какую-нибудь компьютерную игру и зарабатывающий этим себе на жизнь. Наибольшую популярность в Корее приобрела игра StarCraft. Соревнования по этой игре проводятся в специально оборудованных комплексах с большим количеством зрителей, а сама игра проецируется на большие плазменные экраны. Профессиональные соревнования по StarCraft регулярно транслируются по двум телевизионным игровым каналам MBCGame и OnGameNet. В Корее впервые стали создаваться профессиональные киберспортивные команды, спонсируемые крупными корпорациями. В настоящее время на профессиональной игровой сцене StarCraft играют 12 прогеймерских команд, объединяющих лучших игроков в StarCraft. Существует профессиональная ассоциация KeSPA, которая следит за соблюдением правил проведения матчей. Созданы многочисленные фан-клубы прогеймеров, которые внимательно следят за игрой своих кумиров, посещают их выступления, создают сайты в интернете, печатают плакаты с фотографиями и т. д.

## Лига канала OnGameNet
Крупнейший корейский игровой канал OnGameNet регулярно проводит лигу по StarCraft, которая называется OnGameNet StarLeague (сокращенно OSL), игры которой в прямом эфире транслируются по телевидению и интернету. «Звездная Лига» является кульминационным событием сезона, в котором сильнейшие игроки Кореи борются за высокие денежные призы. Первый сезон этой лиги проводился в 1999 году.
Как правило, сначала проводится однодневный квалификационный турнир, в котором имеет право принять участие любой игрок, имеющий лицензию прогеймера. Игроки разбиваются на группы и играют друг с другом на вылет, победитель из каждой группы проходит в первый раунд лиги. В первом раунде участвуют игроки, прошедшие отборочный этап, и игроки, хорошо выступившие в первом раунде предыдущего сезона. Они также разбиваются на группы, и победители проходят во второй раунд. Во втором раунде участвуют игроки, вышедшие из первого раунда, и игроки, хорошо выступившие во втором раунде. Обычно на этом этапе остается только 16 лучших игроков, которые разбиваются на четыре группы и играют круговой турнир внутри своей группы, двое лучших игроков из каждой группы выходят в плей-офф, где идет игра на вылет. Правила проведения лиги неоднократно менялись.
В сентябре 2011 года прошёл финал последнего сезона OSL-лиги.

## Лига канала  MBCGame
Корейский игровой канал MBCGame проводит вторую по престижности StarCraft-лигу MBCGame StarLeague (MSL). Первый сезон этой лиги был проведен в 2002 г.
Правила проведения этой лиги также постоянно меняются, но система, в целом, похожа на систему OSL (отборочные, первый раунд и второй раунд). Отличия заключаются в принципах разбиения на группы и составления сетки, а также в правилах проведения соревнования в рамках групп и в плей-оффе (например, в группах отбор проводится по системе double round robin, а в плей-оффе игра до трёх побед начинается уже с четвертьфинала).
В июне 2011 года прошёл финал последнего сезона MSL.

## Командная лига
Наравне с индивидуальными лигами, проводимых игровыми телеканалами, огромной популярностью в Южной Корее пользуется командная лига ProLeague, в которых соревнуются не просто прогеймеры за звание лучшего игрока, а команды прогеймеров за звание лучшей команды. В трансляции матчей ProLeague принимают участие оба игровых канала OnGameNet и MBCGame, каждый из которых транслирует половину матчей: в дни проведения лиги проводятся одновременно два матча, каждый из которых транслируется по своему каналу. В последнем сезоне этой лиги принимало участие 12 прогеймерских команд.
Правила проведения Пролиги также постоянно менялись, но общий принцип был следующим. Сначала проводится круговой турнир, каждая команда играет с каждой другой командой по одному или по два матча. Каждый матч состоит из игр членов одной команды против членов другой и проводится до трёх (иногда до четырёх) побед. Сначала организаторы объявляют карты, на которых будет проходить матч, затем команды одновременно выставляют игроков, которые будут играть на этих картах. Каждый игрок может быть выставлен только один раз в матче, но если матч идет с ничейным результатом, то проводится «решающая игра» («Ace match»), на которую тренеры команды имеют право выставить любого игрока, в том числе из тех, которые уже играли в этом матче. Эта игра и выбор тренеров определяют исход матча, поэтому принятое тренерами решение очень часто становится предметом многочисленных обсуждений болельщиков.
После того, как круговой турнир закончится, четыре (или шесть) команды, победившие в большем количестве матчей, проходят в плей-офф, где играют друг с другом на вылет. При этом команда, занявшая первое место по результатам кругового турнира, проходит сразу в финал, команда, занявшая второе место, проходит в полуфинал и т. д.
Победители командных лиг:
2003:
- KTF Ever: Tong Yang Orions победила Hanbitstars
- Neowiz Pmang: Greatest One победила Toona SG

2004 SKY:
- Раунд 1: Hanbitstars победила SK Telecom T1
- Раунд 2: Pantech & Curitel Curriors победила SouL
- Раунд 3: KOR победила KTF MagicNs
- Гранд Финал: Hanbit Stars победила Pantech & Curitel Curriors

2005 SKY:
- Раунд 1: SK Telecom T1 победила KTF MagicNs
- Раунд 2: SK Telecom T1 победила Samsung KHAN
- Гранд Финал: SK Telecom T1 победила KTF MagicNs

2006 SKY:
- Раунд 1: SK Telecom T1 победила MBC Game Hero
- Раунд 2: MBC Game Hero победила CJ Entus
- Гранд Финал: MBC Game Hero победила SK Telecom T1

2007 Shinhan Bank:
- Раунд 1: Samsung KHAN победила Lecaf Oz
- Раунд 2: Lecaf Oz победила CJ Entus
- Гранд Финал: Lecaf Oz победила Samsung KHAN

2008 Shinhan Bank:
- Samsung KHAN победила OGN SPARKYZ

2008—2009 Shinhan Bank:
- SK Telecom T1 победила Lecaf Oz

## Профессиональные корейские команды
Большинство корейских команд состоит из двух частей: команда A и команда B. Эти команды имеют разные расписания тренировок, разные обязанности и привилегии. В команде A («основном составе») играют наиболее сильные и опытные прогеймеры, участники этой команды освобождены от рутинных обязанностей по дому, а их тренировочное расписание является более свободным. В команде B («скамье запасных») играют молодые и менее успешные прогеймеры, им приходится гораздо больше времени уделять тренировкам, а также выполнять различные обязанности по дому, такие как мытьё посуды и стирка.
1. Air Force ACE. (AСЕ — аббревиатура от Air Force Challenges E-sports). Данная команда состоит из прогеймеров, проходящих срочную службу в вооружённых силах Южной Кореи. Эта команда была создана по инициативе известнейшего игрока в StarCraft Лим Ё Хвана, известного под ником Slayers_Boxer.
2. CJ Entus. В этой команде до ухода на службу в вооружённые силы Кореи играли победитель WCG 2005 Grand Final fOru, многократный чемпион Кореи Savior, чемпион WCG 2004 Grand Final Xellos и другие известные прогеймеры.
3. Woongjin Stars.
4. KT Rolster. Одна из старейших корейских старкрафт-команд, спонсируемая крупным оператором сотовой связи Korea Telecom Freetel. В этой команде долгое время играли такие известные игроки, как GARIMTO (П), YellOw, NaDa (Т), Sync (Т), Nal_ra, Reach (П), ChoJJa (З) и Flash.
5. Hwaseung OZ. За эту команду выступал самый известный и успешный зерг Кореи Jaedong, чемпион OSL Anytime и многие другие известные прогеймеры.
6. MBCGame HERO. Команда, спонсируемая игровым корейским телеканалом MBCGame. В этой команде до перехода в команду SK Telecom T1 играли такие известные игроки, как JulyZerg и Bisu.
7. Samsung KHAN. Команда, спонсируемая крупнейшей корейской корпорацией Samsung.
8. SK Telecom T1. Эта команда является одной из старейших корейский прогеймерских команд, спонсируемой крупнейшим корейским оператором сотовой связи, и известна плеядой своих терранов-чемпионов Boxer, iloveoov, Fantasy и др.
9. STX SouL.
10. WeMadeFox. Команда, за которую выступал "гениальный терран" NaDa.

## Известнейшие корейские прогеймеры
Большое количество корейских прогеймеров приобрели большую известность в Корее благодаря телевизионным матчам, транслируемым по корейскому телевидению. В других страны прогеймеры из Южной Кореи известны благодаря международным соревнованиям (таким как World Cyber Games) и Интернету. 

 Пён Хён У — ByuN (кор. 변현우) (Терран) 

 Лим Ё Хван — SlayerS_`BoxeR` (кор. 임요환) (Терран) 

 Ли Юн Ёль — [ReD]NaDa (кор. 이윤열) (Терран) 

 Пак Сон Чжун — JulyZerg (кор. 박성준) (Зерг) 

 Ма Чжэ Юн — sAviOr (кор. 마재윤) (Зерг) 

 Ли Дже Дон — Jaedong (кор. 이제동) (Зерг) 

 Пак Чжун Сук — [Oops]Reach (кор. 박정석) (Протосс) 

 Кан Мин — Nal_rA (кор. 강민) (Протосс) 

 Ким Тхэк Ён — Bisu (кор. 김택용) (Протосс) 

 Пак Тхэ Мин — GoRush (кор. 박태민) (Зерг) 

 Ким Дон Су — Garimto (кор. 김동수) (Протосс) 

 Пак Ён Ук — Kingdom (кор. 박용욱) (Протосс) 

 Ли Ён Хо — Flash (кор. 이영호) (Терран) 

 Ли Джэ Хун — fOru (кор. 이재훈) (Протосс) 

 Пак Чхан Су — Luxury (кор. 박찬수) (Зерг) 

 Хо Ён Му — JangBi (кор. 허영무) (Протосс)
- Лим Ё Хван (SlayerS_`BoxeR`) (Терран) — победитель WCG 2001, 2002
- Со Джи Хун (Xellos) (Терран) — победитель WCG 2004
- Сон Бён Гу (Stork) (Протосс) — победитель WCG 2007
- Ли Дже Дон (Jaedong) (Зерг) — победитель WCG 2009
- Ли Ён Хо (Flash) (Терран) — победитель WCG 2010

## История победителей в индивидуальных лигах и турнирах
Самой авторитетной и почетной индивидуальной лигой по StarCraft в Корее является OnGameNet Starleague (OSL), основанной на жестком и качественном отборе лучших прогеймеров.
Второй по авторитетности индивидуальной лигой по StarCraft является MBC Starleague (MSL). Победа в OSL или MSL является высочайшим достижением для профессиональных игроков в StarCraft. В Корее победа в любой из этих лиг расценивается даже выше, чем победа на World Cyber Games, из-за большего количества сильных игроков, принимающих в них участие. Единственным игроком не из Кореи, который побеждал в этих лигах, является канадский прогеймер Grrrr….
В 2008-м году после успеха турнира GOM TV Star Invitational, транслировавшегося на английской языке и собравшего около миллиона зрителей, компания GOM TV (до этого выступавшая как спонсор MSL) организовала новую про-лигу GSL, ориентированную на некорейских зрителей, комментирование матчей в которой ведется на английском языке. Однако эта лига не была признана профессиональной ассоциацией KeSPA и игровыми телеканалами OnGameNet и MBCGame, и в первом сезоне этой лиге приняли участие только игроки из 7 прогеймерских команд (CJ Entus, Hanbit Stars, KTF MagicNs, Lecaf Oz, Samsung KHAN, STX SouL, WeMade FOX). Во втором сезоне этой лиги стали также участвовать игроки из команд AirForce ACE и SK Telecom T1. В третьем сезоне игроки из SK Telecom T1 опять перестали участвовать.
Ниже привидены звездные лиги OSL, MSL и GSL названы по именам корпораций, выступавших их спонсорами.

### ПобедителиOSL
- 1. FreeMuRa (З), 2. TheBoy (З), 3. Ssamjang (Т), 4. Feel_Love (П) (Progamer Korea Open, 2 октября 1999 — 30 декабря 1999)
- 1. Grrrr… (П), 2. H.O.T-Forever (З), 3. Chrh (Т), 4. Byun (З) (Hanaro Communication Tooniverse Starleague, 16 февраля 2000 — 16 мая 2000)
- 1. Garimto (П), 2. Skelton (3), 3. BaNulDoDuk (З), 4. S.E.S (3) (Freechal, 24 июля 2000 — 1 ноября 2000)
- 1. Boxer (Т), 2. JinNam (З), 3. Grrrr… (П), 4. Kingdom (П) (Hanbitsoft, 16 февраля 2001 — 5 мая 2001)
- 1. Boxer (Т), 2. YellOw (З), 3. V-Gundam (Т), 4. Tis)Issac (З) (Coca-Cola 15 июня 2001 — 8 сентября 2001)
- 1. Garimto (П), 2. Boxer (Т), 3. TheMarine (Т), 4. YellOw (З) (Sky, 19 октября 2001 — 28 декабря 2001)
- 1. Sync (Т), 2. H.O.T. Forever (З), 3. ChRh (Т), 4. Oddysay (Т) (NATE, 29 марта 2002 — 9 июня 2002)
- 1. Reach (П), 2. Boxer (Т), 3. YellOw (З), 4. ElkY (Т) (Sky, 12 июля 2002 — 12 октября 2002)
- 1. NaDa (Т), 2. ChOJJa (З), 3. YellOw (З), 4. Junwi (З) (Panasonic, 15 ноября 2002 — 3 февраля 2003)
- 1. XellOs (Т), 2. YellOw (З), 3. Boxer (Т), 4. Junwi (З) (Olympus, 4 апреля 2003 — 13 июня 2003)
- 1. Kingdom (П), 2. Nal_rA (П), 3. Junwi (З), 4. Reach (П) (MyCube, 1 августа 2003 — 9 ноября 2003)
- 1. Nal_rA (П), 2. ZeuS (П), 3. Silent_Control (Т), 4. JJu (З) (NHN Hangame, 12 декабря 2003 — 21 марта 2004)
- 1. July (З), 2. Reach (П), 3. iloveoov (Т), 4. Silent_Control (Т) (Gillette, 30 апреля 2004 — 1 августа 2004)
- 1. iloveoov (Т), 2. Boxer (Т), 3. Reach (П), 4. YellOw (З) (EVER 1, 27 августа 2004 — 20 ноября 2004)
- 1. NaDa (Т), 2. July (З), 3. GoRush (З), 4. GooDFriend (Т) (IOPS, 17 декабря 2004 — 5 марта 2005)
- 1. July (З), 2. GooDFriend (Т), 3. XellOs (Т), 4. GoRush (З) (EVER 2, 8 апреля 2005 — 2 июля 2005)
- 1. AnyTime (П), 2. Boxer (Т), 3. iloveoov (Т), 4. PuSan (П) (So1 5 августа 2005 — 5 ноября 2005)
- 1. iloveoov (Т), 2. July (З), 3. PuSan (П), 4. Casy (Т) (Shinhan 2005, 25 ноября 2005 — 4 марта 2006)
- 1. Casy (Т), 2. ChOJJa (З), 3. YellOw (З), 4. JJu (З) (Shinhan Season 1, 12 апреля 2006 — 24 июня 2006)
- 1. NaDa (Т), 2. Anytime (П), 3. Midas (Т), 4. Goodfriend (Т)(Shinhan Season 2, 18 августа 2006 — 18 ноября 2006)
- 1. sAviOr (З), 2. NaDa (Т), 3. Iris (Т), 4. Casy (Т) (Shinhan Season 3, 13 декабря 2006 — 24 февраля 2007)
- 1. GGPlay (З), 2. Iris (Т), 3. Stork (П), 4. Flash (Т) (Daum, 11 мая 2007 — 21 июля 2007)
- 1. Jaedong (З), 2. Stork (П), 3. Bisu (П), 4. Sea.UpMagic (Т) (EVER 3, 21 сентября 2007 — 22 декабря 2007)
- 1. Flash (Т), 2. Stork (П), 3-4. Luxury (З), Bisu (П) (Bacchus, январь 2008 — март 2008)
- 1. July (З), 2. Best (П), 3-4. Luxury (З), BackHo (П) (EVER 4, 21 апреля 2008 — 12 июля 2008)
- 1. Stork (П), 2. Fantasy (T), 3-4. Best (П), GGPlay (З) (Incruit, 4 августа 2008 — 1 ноября 2008)
- 1. Jaedong (З), 2. Fantasy (T), 3-4 Bisu (П), by.hero (З) (Batoo 17 декабря 2008 — 4 апреля 2009)
- 1. Jaedong (З), 2. Yellow[ArnC] (З), 3-4 Fantasy (T), type-b (З) (Bacchus Май 2009 — 22 августа 2009)
- 1. Flash (Т), 2. Movie (П), 3-4. Calm (З), Shine (З) (Ever 2009, 14 Октября 2009 — 17 января 2010)
- 1. Effort (З), 2. Flash (Т), 3-4. Kal (П), Pure (П) (Korean Air 2010, 10 февраля 2010 - 22 мая 2010)
- 1. Flash (Т), 2. Jaedong (З), 3-4. Stork (П), Free (П) (Korean Air 2, июнь 2010 - сентябрь 2010)
- 1. Fantasy (T), 2. Stork (П), 3-4. Modesty (З), Calm (З) (Bacchus, ноябрь 2010 - январь 2011)
- 1. JangBi (П), 2. Fantasy (T), 3-4. n.Die_soO (З), Hydra (З) (Jin Air, июль 2011 - сентябрь 2011)
- 1. JangBi (П), 2. Fantasy (T), 3-4. Flash (Т), Zero (З) (Tving OSL, июнь 2012 - август 2012)

### ПобедителиMSL
- 1. Boxer (Т), 2. YellOw (З), 3. IntoTheRain (П), 4. ChRh (Т) (KPGA 1st Tour)
- 1. NaDa (Т), 2. YellOw (З), 3. Black (З), 4. ChOJJa (З) (KPGA 2nd Tour)
- 1. NaDa (Т), 2. Reach (П), 3. Boxer (Т), 4. ChRh (Т) (KPGA 3rd Tour)
- 1. NaDa (Т), 2. ChOJJa (З), 3. kOs (Т), 4. JinNam (З) (KPGA 4th Tour)
- 1. Nal_rA (П), 2. NaDa (Т), 3. Zeus (П), 4. ChOJJa (З) (Stout May — August 2003)
- 1. iloveoov (Т), 2. YellOw (З), 3. NaDa (Т), 4. GooDFriend (Т) (TriGem Январь 2003 — Ноябрь 2003)
- 1. iloveoov (Т), 2. NaDa (Т), 3. TheMarine (Т), 4. Nal_rA (П) (HanaFOS Январь 2004 — Март 2004)
- 1. iloveoov (Т), 2. Kingdom (П), 3. Nal_rA (П), 4. GooDFriend (Т) (Spris Май 2004 — Август 2004)
- 1. GoRush (З), 2. NaDa (Т), 3. XellOs (Т), 4. ChOJJa (З) (You’re the GolfKing Июль 2004 — Февраль 2005)
- 1. sAviOr (З), 2. Reach (П), 3. ChOJJa (З), 4. iloveoov (Т) (UZOO Апрель 2005 — Август 2005)
- 1. ChOJJa (З), 2. sAviOr (З), 3. [iloveoov (Т), 4. MuMyung (З) (Cyon Октябрь 2005 — Январь 2006)
- 1. sAviOr (З), 2. Nal_rA (П), 3. Kingdom (П), 4. Midas (Т) (Pringles I Апрель 2006 — Июль 2006)
- 1. sAviOr (З), 2. SiLvEr (З), 3. Nal_rA (П), 4. JJu (З) (Pringles II Август 2006 — Ноябрь 2006)
- 1. Bisu (П), 2. sAviOr (З), 3. Nal_rA (П), 4. HwaSin (Т) (GOM TV I Декабрь 2006 — Март 2007)
- 1. Bisu (П), 2. Stork (П), 3. GoRush (З), 4. Firebathero (Т) (GOM TV II Апрель 2007 — Июль 2007)
- 1. Mind (Т), 2. Bisu (П), 3. sAviOr (З), 4. Xellos (Т) (GOM TV III Сентябрь 2007 — Ноябрь 2007)
- 1. Jaedong (З), 2. Kal (П), 3-4. JangBi (П), Mind (Т) (GOM TV IV Январь 2008 — Март 2008)
- 1. forGG (Т), 2. Jaedong (З), 3-4. Much (П), Flash (Т) (Arena Май 2008 — Июль 2008)
- 1. Bisu (П), 2. JangBi (П), 3-4. Free (П), Kal (П) (Clubday Сентябрь 2008 — 22 Ноября 2008)
- 1. Luxury (З), 2. JangBi (П), 3-4. Stork (П), Zero (З) (LostSaga январь 2009 — март 2009)
- 1. Calm (З), 2. Kwanro (З), 3-4. Jaedong (З), Iris (T) (Avalon июнь 2009 — 30 августа 2009)
- 1. Jaedong (З), 2. Flash (Т), 3-4. Kal (П), Kwanro (З) (Nate Ноябрь 2009 — 23 января 2010)
- 1. Flash (Т), 2. Jaedong (З), 3-4. Free (П), Calm (З) (Hana Daetoo Март 2010 - 29 мая 2010)
- 1. Flash (Т), 2. Jaedong (З), 3-4. Light (T), Fantasy (T) (Bigfile MSL Июнь 2010 - 28 августа 2010)
- 1. Hydra (З), 2. Great (З), 3-4. Jaedong (З), Zero (З) (PDPop MSL Ноябрь 2010 - 19 февраля 2011)
- 1. Flash (Т), 2. Zero, 3-4. Jaedong (З), Hydra (З) (ABCMart MSL Апрель 2011 - Июнь 2011)

### ПобедителиGSL
- 1. Jaedong (З), 2. Flash (T), 3-4. YoonJoong (П), BackHo (П) (TG Sambo | Intel Classic Season 1 Апрель 2008 — Август 2008)
- 1. Bisu (П), 2. JangBi (П), 3-4. sKyHigh (Т), Free (П) (TG Sambo | Intel Classic Season 2 Октябрь 2008 — 8 февраля 2009)
- 1. Flash (Т), 2. Iris (Т), 3. Effort (З), 4. July (З) (Averatec | Intel Classic Season 29 марта 2008 — 16 августа 2009)

### Результаты национальных отборочных WCG (проходные — первые три места)
- 2001 год: Boxer, Gundam, Doggi + GoRush получил квоту
- 2002 год: 1. Yellow 2. Oddysay 3. Junwi 4. Nal_rA + Boxer получил квоту
- 2003 год: 1. H.O.T.-Forever 2. Ogogo 3. Silent_Control 4. Rage
- 2004 год: 1. Midas 2. fOru 3. Xellos 4. SaferZerg
- 2005 год: 1. Xellos 2. fOru 3. Silent_Control 4. JulyZerg
- 2006 год: 1. iloveoov 2. Midas 3. JulyZerg 4. Chojja
- 2007 год: 1. Hwasin 2. Stork 3. Savior 4. Free
- 2008 год: 1. Jaedong 2. Stork 3. Luxury 4. Much
- 2009 год: 1. Bisu 2. Stork 3. Jaedong 4. Luxury
- 2010 год: 1. Jaedong 2. Flash 3. Kal 4. Effort

### Победители KBK
- 1. TheMarine, 2. I.LOVE_STAR (1999)
- 1. [GG99]Slayer, 2. I.LOVE_STAR (2000)
- 1. TheMarine, 2. PRO_NT.SONJJANG (2001)

### Победители турнира OGN King Of Kings
- 1. Grrrr…, 2. TheBoy (3) (4 декабря 2000 — 28 декабря 2000)
- 1. YellOw, 2. V-Gundam (Т) (12 января — 22 февраля 2002)

### Победители MBC Winner’s Championship
- 1. MuMyung, 2. YellOw (2002)
- 1. YellOw, 2. Boxer (2003)

### Победители KT-KTF Premiere League
- 1. NaDa, 2. Boxer (2003)
- 1. July, 2. GoRush (2004)

### Победители BlizzCon
- 1. YellOw, 2. Reach, 3. NaDa, 4. Nal_rA (2005)
- 1. sAviOr, 2. Nal_rA, 3. Iris (2007)
- 1. sAviOr, 2. NaDa, 3. Jangbi (2008)
- 1. Effort, 2. Zero, 3. sAviOr, 4. NaDa (2009)

### Победители CKCG (China-Korea Cyber Games)
- 1. iloveoov, 2. NaDa (2005)

### Победители Snickers All-Star league
- 1. YellOw, 2. NaDa (2005)

### Победители WEF (World e-sports Festival)
- 1. sAviOr, 2. iloveoov (2005)
- 1. sAviOr, 2. NaDa (2006)

### Победители Blizzard Worldwide Invitational
- 1. Nal_rA, 2. YellOw (2006)
- 1. Bisu, 2. sAviOr (2007)
- 1. Stork, 2. Sea, 3. sAviOr (2008)

### Победители IEF (International e-sports Festival)
- 1. NaDa, 2. iloveoov (2006)
- 1. Bisu, 2. sAviOr (2007)
- 1. Bisu, 2. Stork, 3. Sharp, 4. sAviOr (2008)
- 1. Stork, 2. Terror, 3. Idra , 4. White-Ra (2009)

### Победители турнира Shinhan Masters
- 1. NaDa, 2. sAviOr (З) (5 марта 2007 — 17 марта 2007)

### Победители турнира GomTV Star Invitational
- 1. Flash, 2. Stork (2008)

## Рейтинг KeSPA
KeSPA — это ассоциация профессиональных игроков в компьютерную игру Starcraft в Южной Корее. Соревнования по StarCraft в Южной Корее после выхода игры приобрели большую популярность. Различные корейские корпорации, заметив интерес к этой игре стали проводить состязания с денежными призами между лучшими игроками. Телевизионные каналы стали транслировать матчи для поднятия своих рейтингов. Постепенно появились люди, которые стали профессионально заниматься игрой в StarCraft и зарабатывать на этом деньги. В 2001 году появилась профессиональная ассоциация игроков KeSPA, которая стала регулировать споры игроков и проводить официальные соревнования.